# Chasmopodium
Chasmopodium Stapf é um género botânico pertencente à família Poaceae, subfamília Panicoideae, tribo Andropogoneae.
As suas espécies ocorrem na África.

## Espécies
- Chasmopodium afzelii Stapf
- Chasmopodium caudatum (Hackel) Stapf
- Chasmopodium purpurascens (Robyns) Clayton